# Sacred Gate
Sacred Gate war eine Heavy-Metal-/Power-Metal-Band aus Mönchengladbach.

## Geschichte
Sacred Gate wurde im März 2008 von Nicko Nikolaidis (Gitarre), Jim Over (Gesang), beide griechischer Herkunft, und Holger Zimmermann (Schlagzeug) gegründet. Alle drei spielten bereits in der Band Made of Iron bis zu ihrer Auflösung im Jahr 2005. Peter Beckers (Bass) stieg im Oktober 2008 ein. Mit diesem Line-up spielte die Band ihr erstes Konzert am 17. Januar 2009 in Mönchengladbach. Im April 2010 ersetzte Christian Wolf den ausgestiegenen Schlagzeuger Holger Zimmermann. In dieser Besetzung erfolgten weitere Auftritte und gleichzeitig bereitete sich die Band auf den Studioaufenthalt vor.
Am 18. November 2010 begannen die Aufnahmen für das erste Album in Andy Funkes Metallurgy Studio in Mönchengladbach. Die Band bekam zahlreiche Angebote für einen Plattenvertrag und entschied sich schließlich für das italienische Label Metal on Metal Records. Im September 2011 veröffentlichte die Band die selbstproduzierte und limitierte EP mit dem Titel Creators of the Downfall. Die EP enthielt drei Studiosongs und drei Livesongs. Das Debütalbum mit dem Titel When Eternity Ends erschien am 27. April 2012 und erhielt gute Kritiken, die Band wurde mit Bands wie Iron Maiden, Iced Earth und Judas Priest verglichen.
Im Oktober 2012 begab sich die Band erneut in das Metallurgy Studio um den Nachfolger von When Eternity Ends einzuspielen. Um ihre Songs soundtechnisch auch live hundertprozentig umsetzen zu können, gab die Band im März 2013 den offiziellen Einstieg des Rhythmus-Gitarristen Björn Walde bekannt.
Am 19. April 2013 erschien das zweite Werk der Band mit dem Titel Tides of War, ein Konzeptalbum über die Schlacht der Spartaner gegen die Perser im Jahr 480 v. Chr. bei den Thermopylen. Die Band hatte im Sommer 2013 drei Open-Air-Festival-Auftritte und war Headliner auf diversen Konzerten.
Im Oktober 2014 verließ Jim Over die Band und im Mai 2015 wurde der Niederländer Ron Slaets als neuer Sänger vorgestellt. Die Band hat sich im April 2016 aufgelöst. Trotzdem entschieden sich die Band und die Plattenfirma das bereits im Februar/März aufgenommene Album „Countdown to Armageddon“ im November 2016 zu veröffentlichen.

## Stil
Laut Gründungsmitglied und Hauptsongwriter Nicko Nikolaidis, sind die Einflüsse der Bandmitglieder Iron Maiden, Judas Priest, Manowar, Running Wild, Black Sabbath, Metallica, Accept, Sanctuary und Iced Earth. Sacred Gate kombinieren harte Riffs mit tollen Melodien und bewegen sich stilistisch im Bereich des traditionellen Heavy Metal. Auf dem zweiten Album Tides of War sind auch Thrash Metal, U.S. Power Metal und Teutonic Metal Elemente zu hören, was die große musikalische Bandbreite der Band beweist.

## Diskografie
- 2011: Creators of the Downfall (EP, Eigenproduktion)
- 2012: When Eternity Ends (Album, Metal on Metal Records)
- 2013: Tides of War (Album, Metal on Metal Records)
- 2016: Countdown to Armageddon (Album, Metal on Metal Records)